# Mangaratiba
Mangaratiba là một đô thị thuộc bang Rio de Janeiro, Brasil. Đô thị này có diện tích 351,653 km², dân số năm 2007 là 30057 người, mật độ 85,5 người/km².